# باد لیبن‌وردا
شهر باد لیبن‌وردا در ایالت برندنبورگ در کشور آلمان واقع شده است.

## نگارخانه

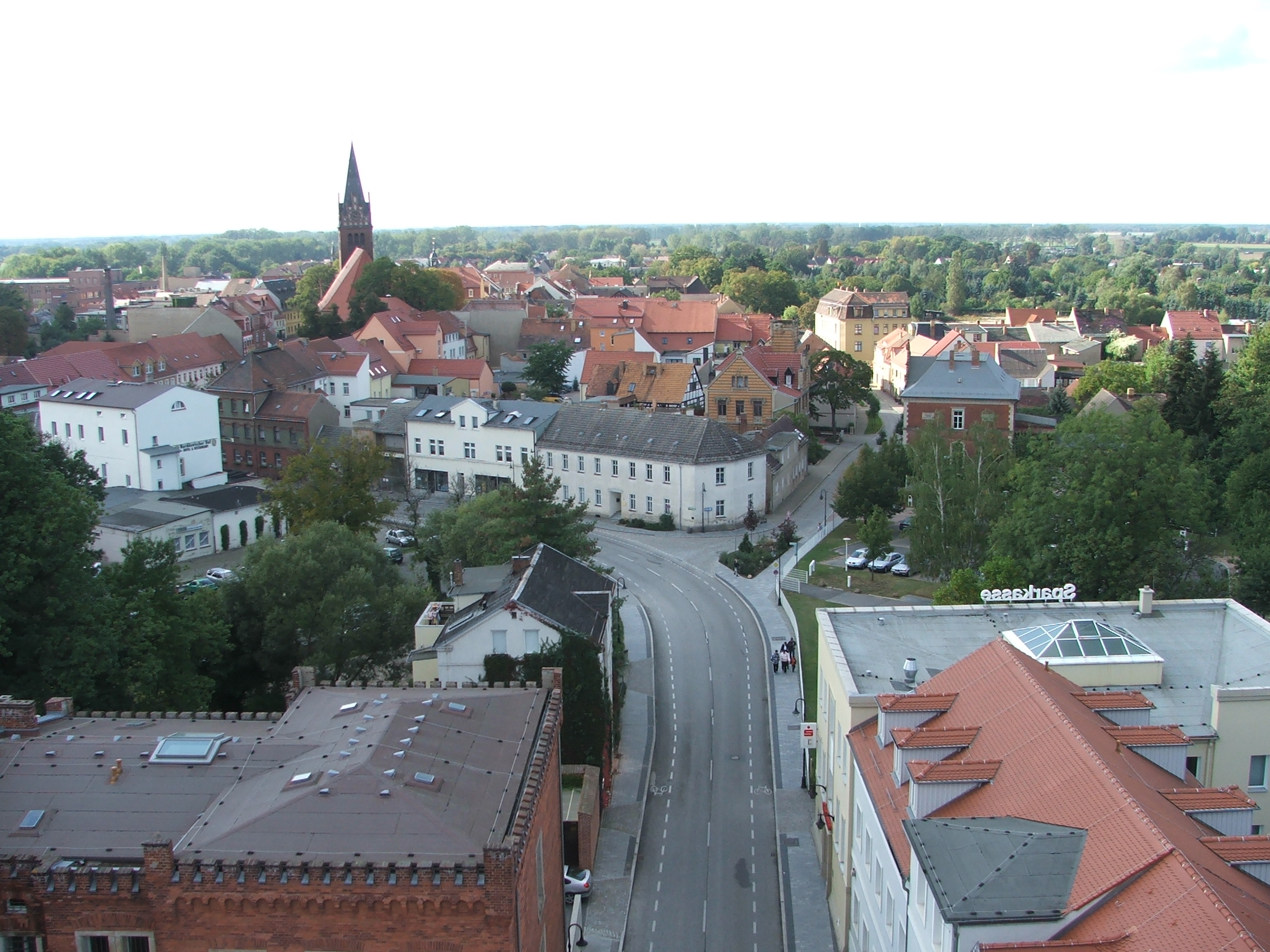
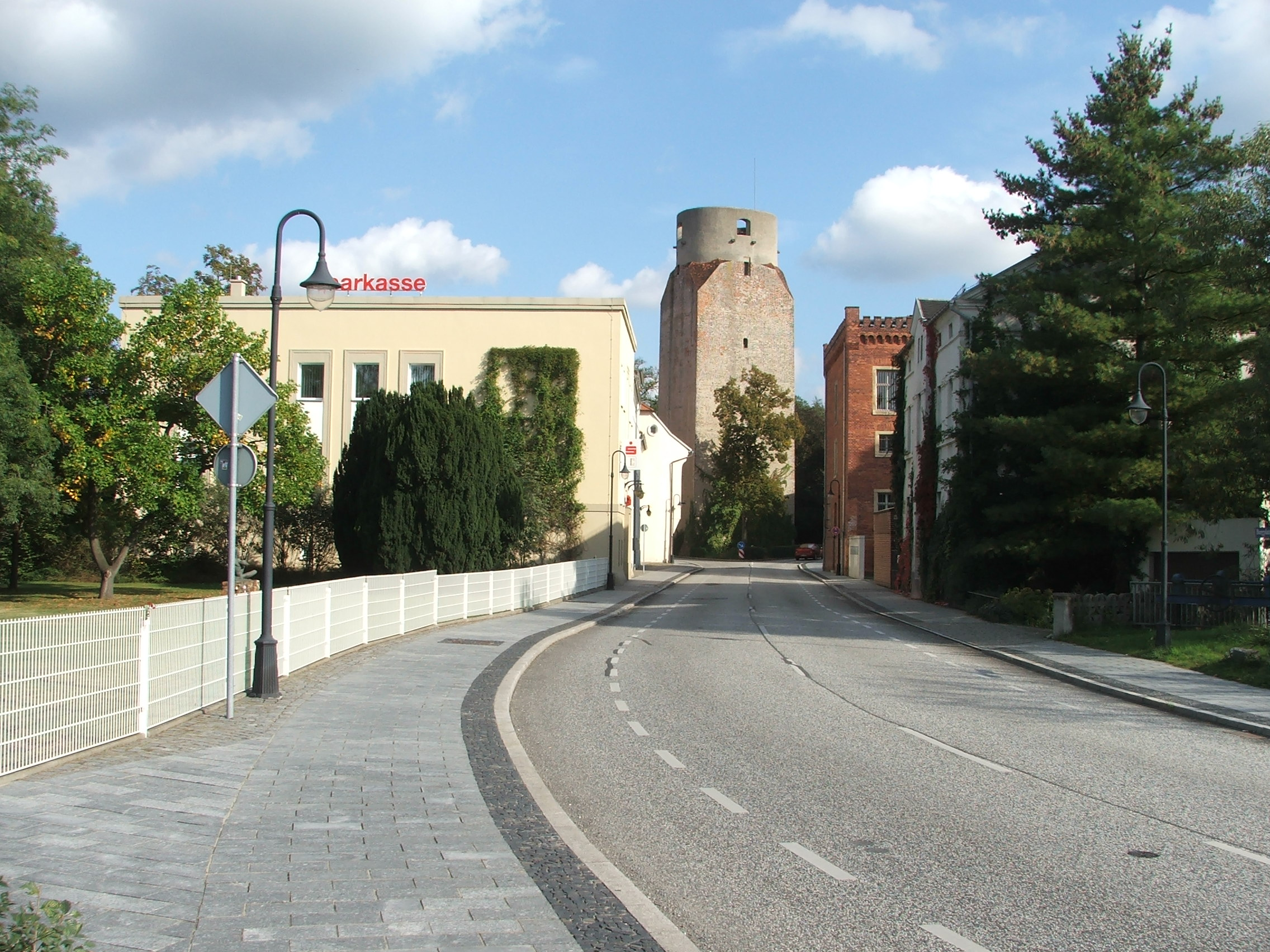
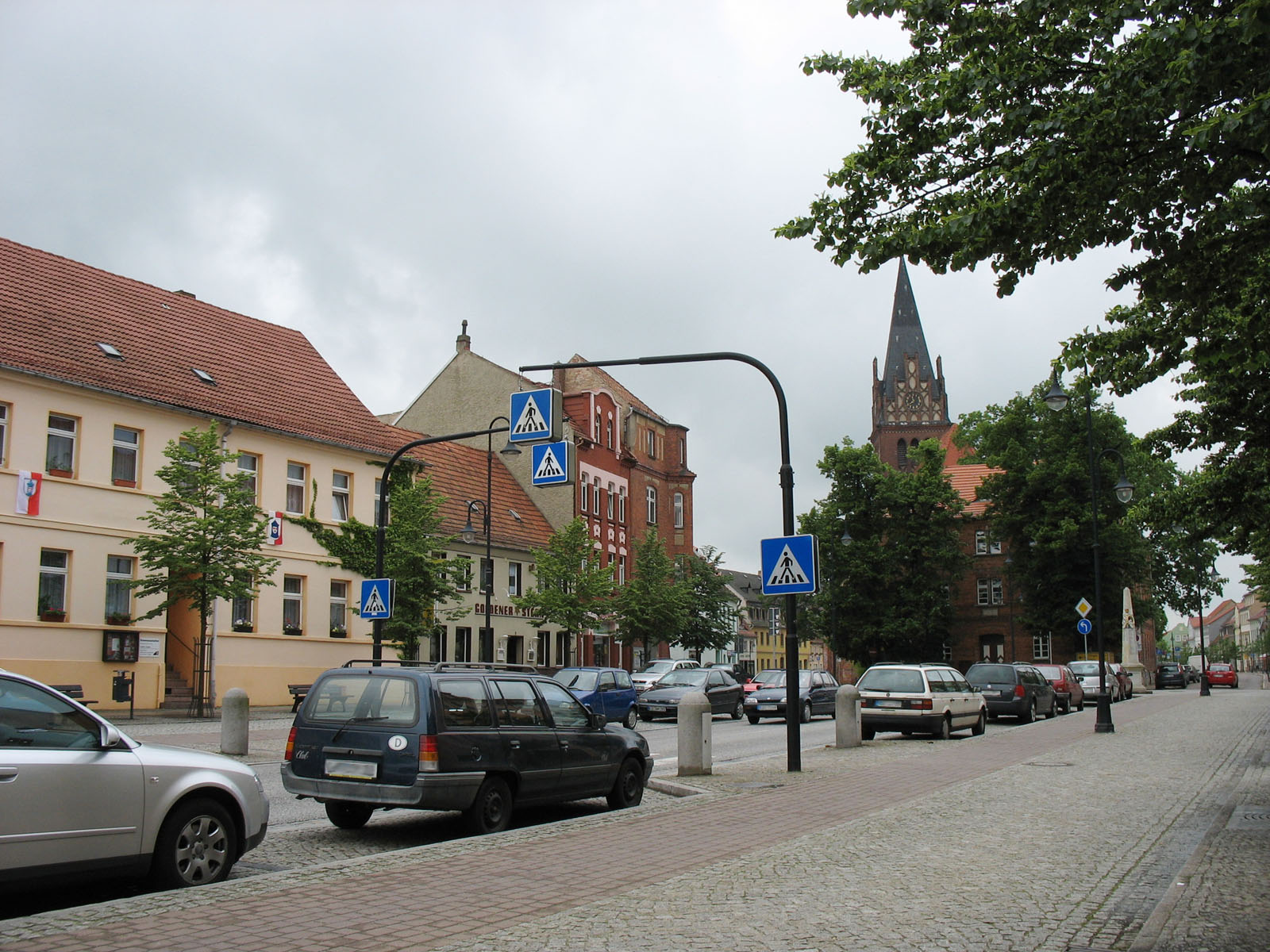